# Kathleen Deery de Phelps
Kathleen „Kathy“ Deery de Phelps (* 22. November 1908 in Sydney als Kathleen Deery; † 21. August 2001 in Caracas) war eine australisch-venezolanische Ornithologin und zeitweilige Leiterin der Colección Ornitológica William Phelps.

## Leben
Kathleen Deery wurde 1908 im australischen Sydney geboren. Zu Beginn des Zweiten Weltkriegs kam sie als Leiterin einer US-amerikanischen Delegation des Roten Kreuzes nach Venezuela, wo sie sich dauerhaft in der Hauptstadt Caracas niederließ. 1941 wurde sie venezolanische Staatsbürgerin und heiratete den Ornithologen und Geschäftsmann William Henry Phelps, Jr. (1902–1988). Nach Kriegsende wurde Deery de Phelps Präsidentin des venezolanischen Roten Kreuzes und begründete die Pfadfinderorganisation Guías Scouts de Venezuela. Sie starb 2001 im Alter von 92 Jahren in Caracas.
Über ihren Ehemann wurde sie ebenfalls Ornithologin; gemeinsam mit ihrem Ehemann und anderen Forschern unternahm sie Forschungsreisen durch das venezolanische Hinterland und half so beim Ausbau der gemeinsamen ornithologischen Sammlung ihres Schwiegervaters und ihres Ehemannes, der Colección Ornitológica William Phelps. Die Sammlung, die Deery de Phelps zeitweise als Präsidentin leitete, gilt als größte lateinamerikanische Sammlung ihrer Art. Ihr Schwiegervater benannte nach ihr die Unterart Pipreola whitelyi kathleenae der Brustbandkotinga. Daneben engagierte sie sich auch für den Umweltschutz und verfasste mehrere Bücher über ihre Arbeit, darunter ein Buch zu den hundert bekanntesten Vögeln Venezuelas (1951). Deery de Phelps illustrierte dieses Buch mit eigenen Zeichnungen, die begleitend zur Veröffentlichung der englischsprachigen Übersetzung in den Vereinigten Staaten ausgestellt wurden, unter anderem in der Stanley Field Hall im Field Museum of Natural History in Chicago (Dezember 1956–Januar 1957), sowie in der Academy of Natural Sciences in Philadelphia (Dezember 1955–Januar 1956).

## Werke
- mit Bassett Maguire: Botanica de las Expediciones Phelps en la Guayana Venezolana: Territorio Amazonas. Tipografia de la Nación, Caracas 1951.
- Aves Venezolanas: Cien de las mas conocidas. Creole Petroleum Corporation, Caracas 1954.
  - Hundred of the Best Known Birds of Venezuela. Editorial Lectura, Caracas 1963.
- Memorias de misia Kathy: primera Expedición Phelps al Cerro Jimé, actual Cerro de la Neblina, enero-febrero, 1954. Tecnoproven, Caracas 1986.
- Memorias de misia Kathy de un Yaví desconocido: expedición Phelps al Cerro Yaví 31 de enero al 14 de marzo de 1947. Cromotip, Caracas 1987.